# Beaucarnea gracilis
Beaucarnea gracilis är en sparrisväxtart som beskrevs av Lem.. Beaucarnea gracilis ingår i släktet Beaucarnea och familjen sparrisväxter. Inga underarter finns listade i Catalogue of Life.

## Bildgalleri

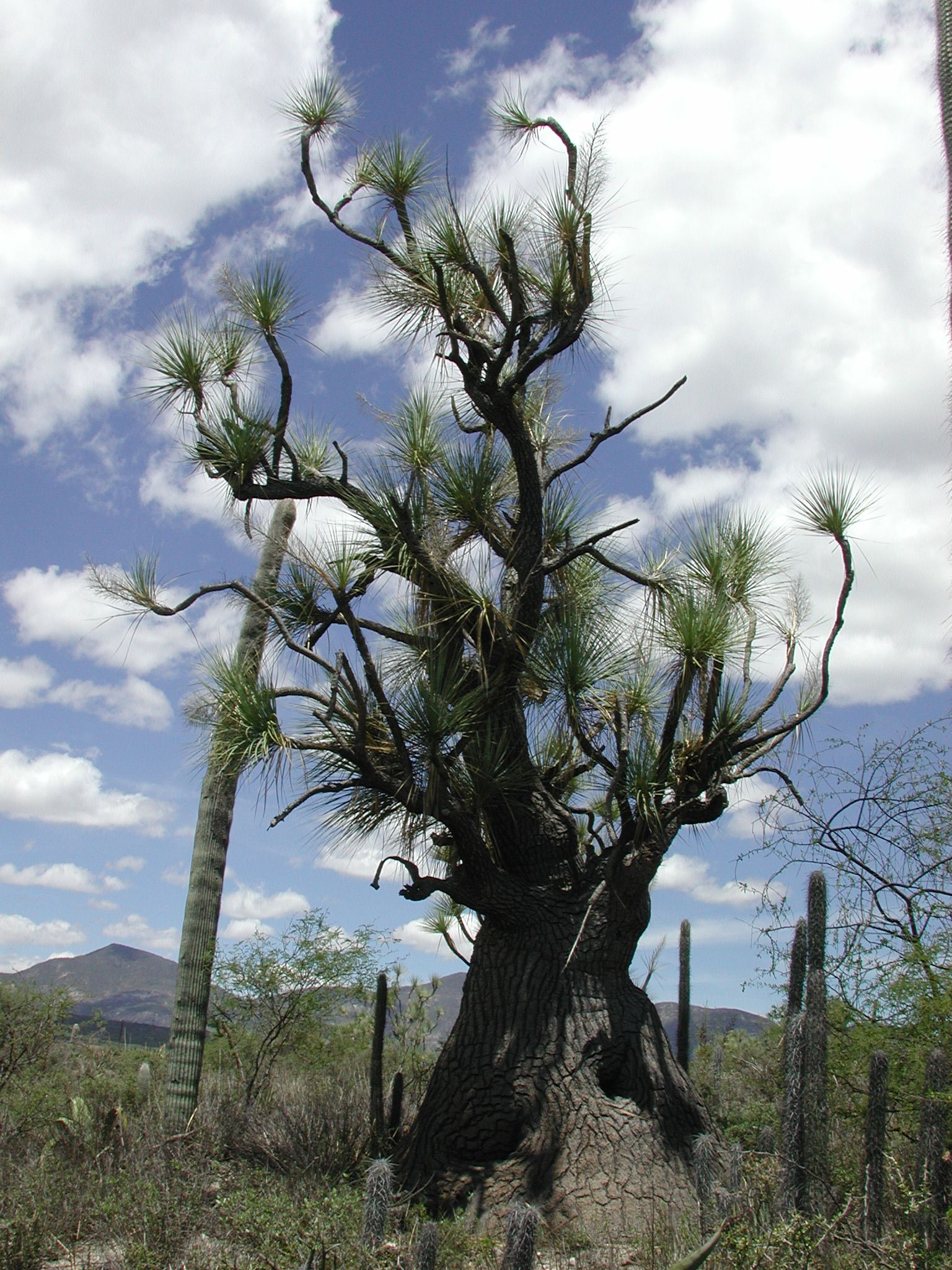
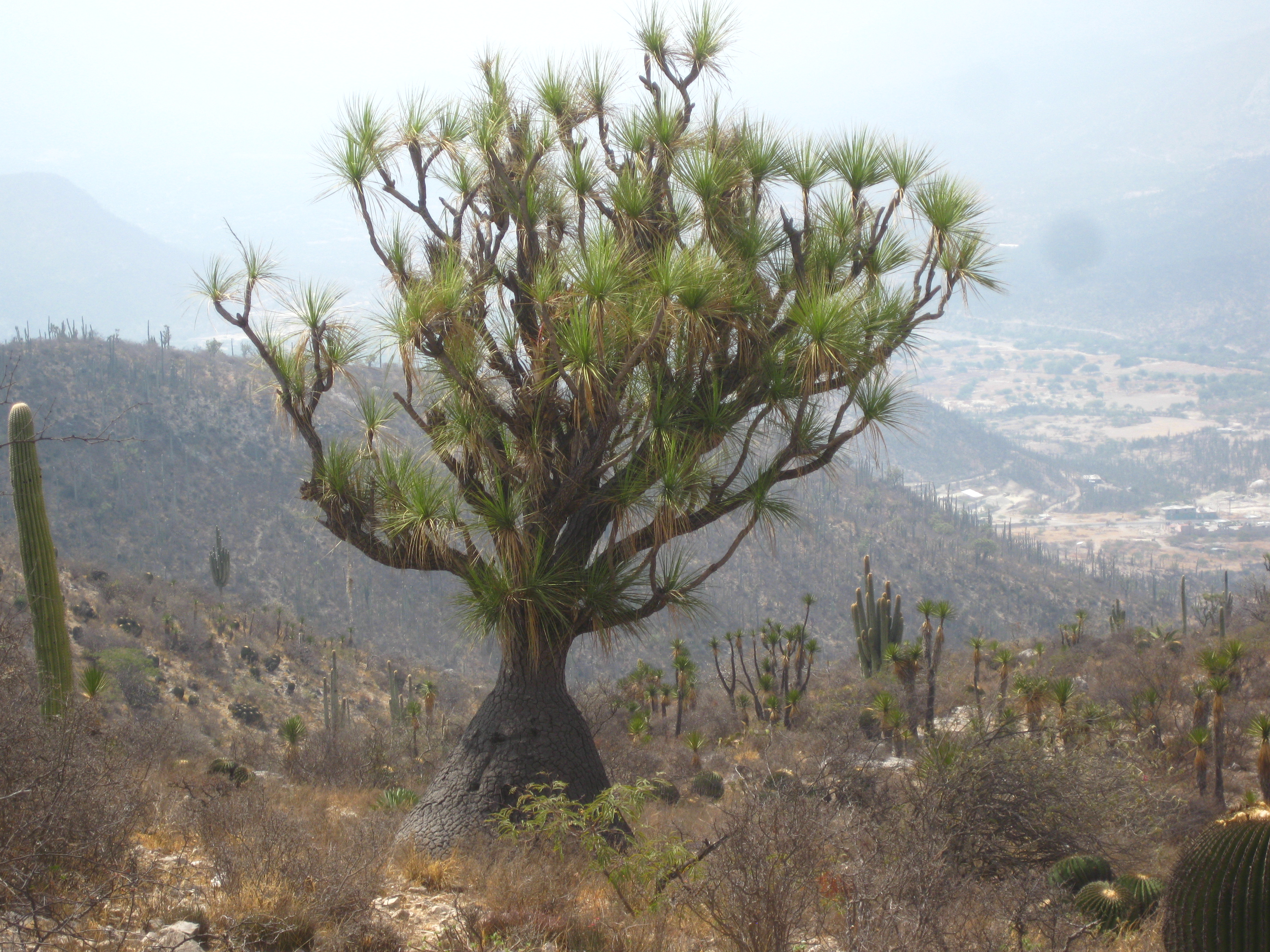
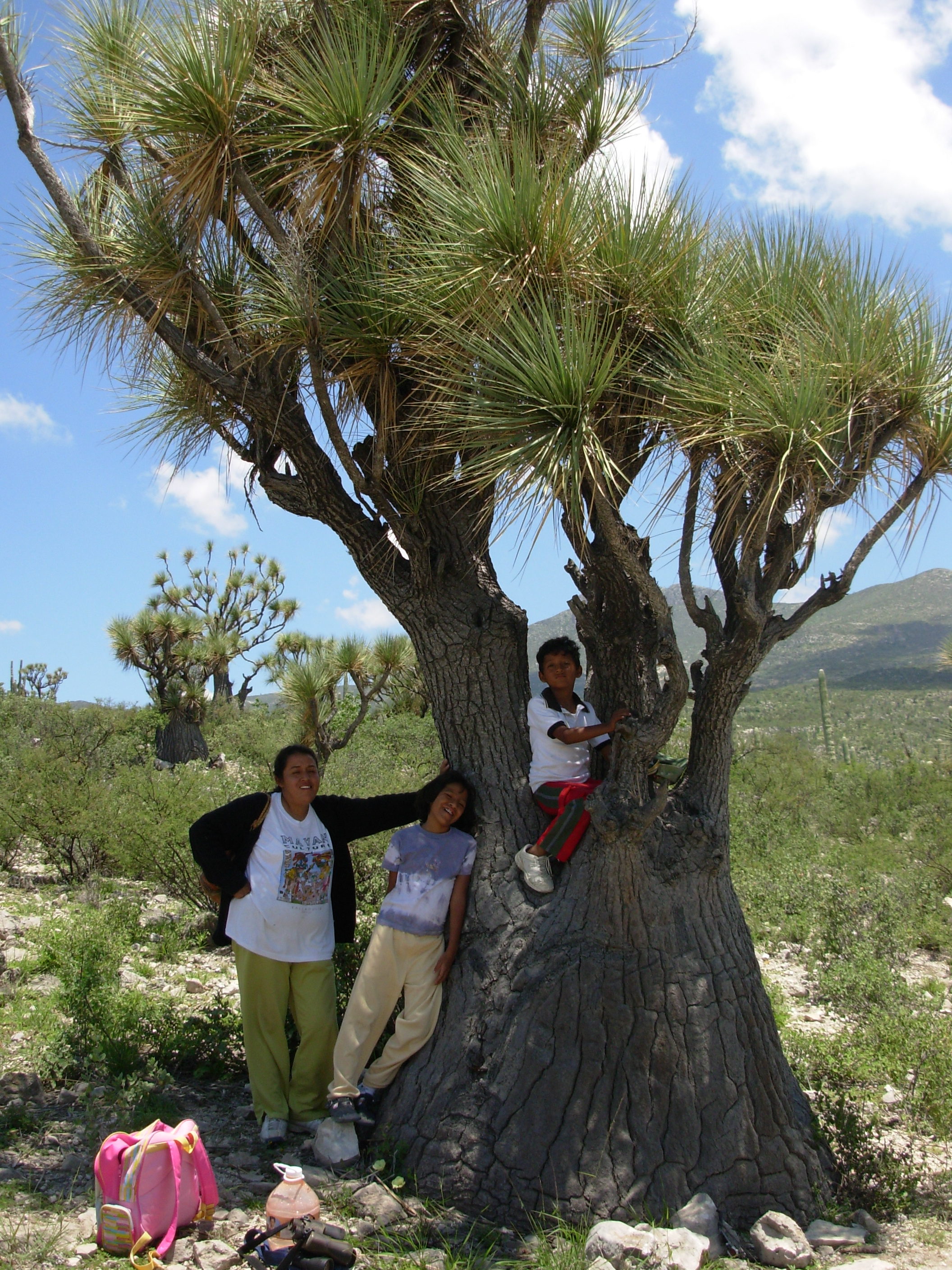
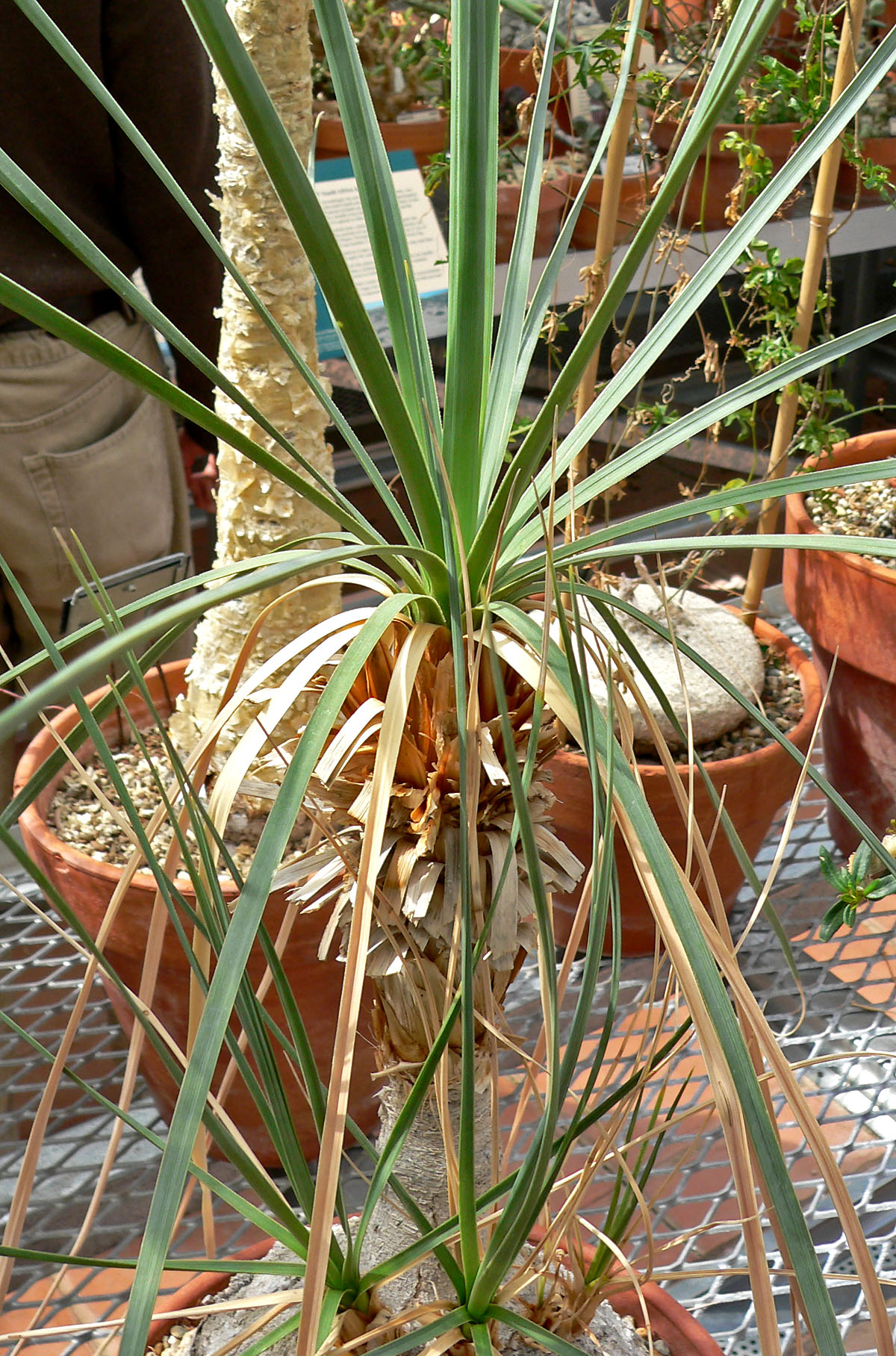
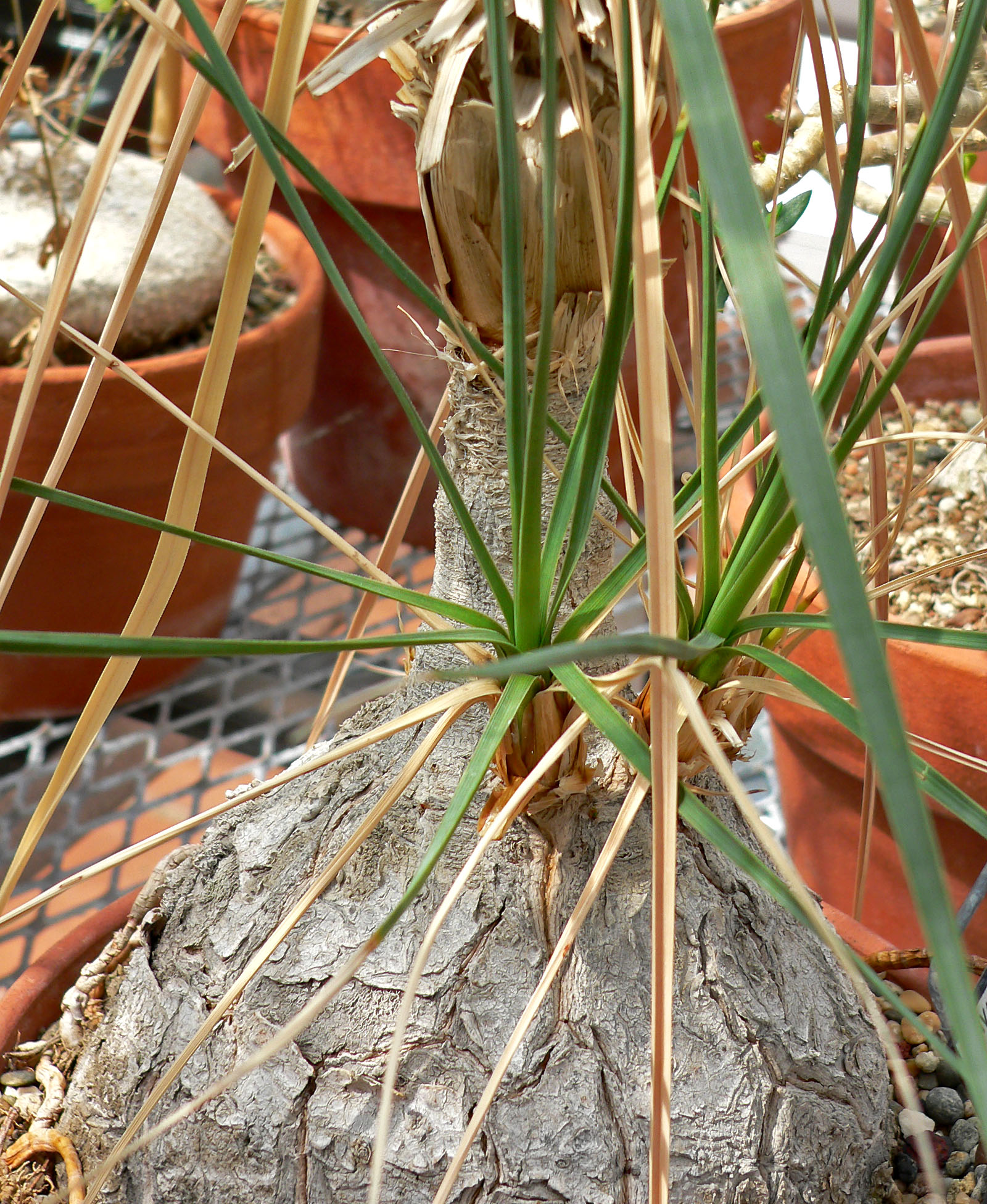
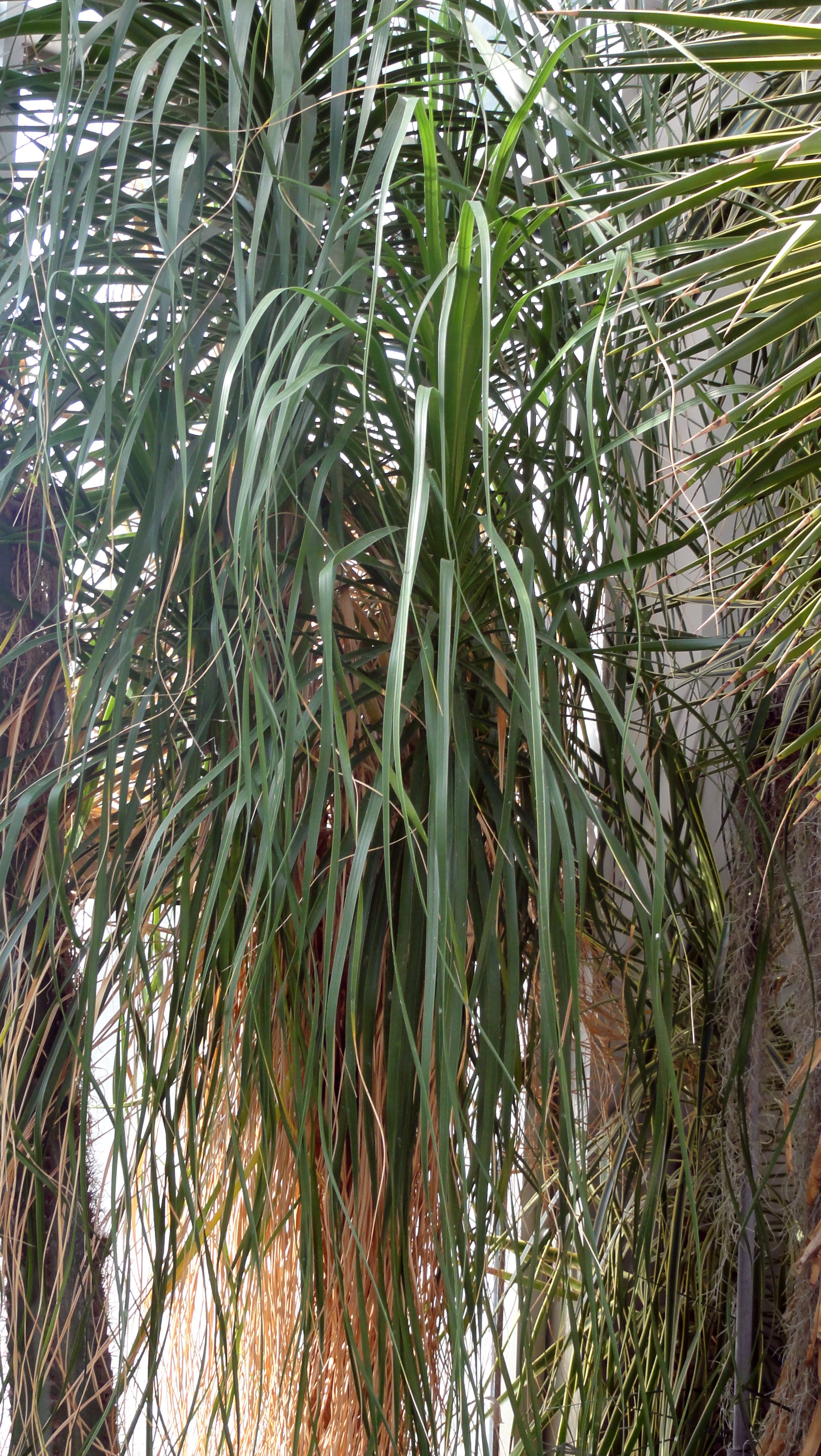